# 彭世芬
彭世芬，卢陵人，是一名清朝政治人物。监生出身。
彭世芬曾于同治十二年(1873年)接替陈懋烈任邵武府知府一职，同治十三年(1874年)由梁元桂接任。